# ファーファー
ファーファー（英語: Far-far）は、インドのスナック菓子で、主に片栗粉とサゴヤシから作られ、着色されている。フライアム（英語: fryum）、または、ボビー（英語: bobby）とも呼ばれる。原材料としてタピオカや小麦粉が含まれる場合もある。 

## 概要
ファーファーは、油で揚げると瞬時に膨らみ、単体でおやつとして食べられたり、パーパドのように食事に添えられて提供される。
形や色は様々であり、星型や筒型、平らな四角形、歯車の輪の形、飛行機の形、動物の形などがある 。